# 51 Pułk Artylerii Lekkiej (II RP)
51 Pułk Artylerii Lekkiej (51 pal) – oddział artylerii lekkiej Wojska Polskiego.
51 Pułk Artylerii Lekkiej nie istniał w organizacji pokojowej wojska. Został sformowany zgodnie z planem mobilizacyjnym „W”, w pierwszej dekadzie września 1939 roku, w mobilizacji powszechnej.

## 51 pal w kampanii wrześniowej

### Mobilizacja
Jednostką mobilizującą był 28 pułk artylerii lekkiej w Zajezierzu dla dowództwa 51 pal i I dywizjonu, 3 pułk artylerii lekkiej Legionów w Zamościu dla II dywizjonu, a także 18 pułk artylerii lekkiej w Ostrowi Mazowieckiej dla III dywizjonu . Pułk był mobilizowany przez trzy pułki artylerii lekkiej w odległych garnizonach: III dywizjon haubic w I rzucie mobilizacji powszechnej w terminie do 6 dnia mobilizacji. Dowództwo pułku z pododdziałami pułkowymi oraz I i II dywizjon w II rzucie mobilizacji powszechnej w terminie X+3 i X+4.
Pułk był jednostką organiczną artylerii 39 Dywizji Piechoty (rezerwowej).
Ze względu na ekonomikę przewozów, w czasie mobilizacji została zmieniona organizacja pułku. III dywizjon formowany w Ostrowi Maz. został podporządkowany dowódcy 41 Dywizji Piechoty (rez.). Na jego miejsce wszedł III dywizjon 61 pułku artylerii lekkiej (6, 7 i 9 baterie) formowany w Siedlcach przez 9 pułk artylerii lekkiej dla 41 DP (rez.) Po zranieniu i śmierci dowódcy 51 pal w Dęblinie ppłk. Błaszczyka utworzone dowództwo pułku i aparat łączności posłużyły do sformowania dowództwa 94 pułku piechoty improwizowany pod dowództwem ppłk. Kazimierza Gołkowskiego (etatowe dowództwo 94 pp weszło w skład Grupy „Sandomierz”). Organem dowodzenia 51 pal od 9 września zostało dowództwo artylerii 39 DP rez..  

### Działania bojowe

#### I dywizjon armat 75 mm 51 pal

##### Obrona linii Wisły i odwrót
Dywizjon został zmobilizowany w II rzucie mobilizacji powszechnej w okresie do 8 września, osiągnął pełen stan etatowy. Po osiągnięciu gotowości marszowej obsadził stanowiska ogniowe w rejonie mostu na Wiśle w Dęblinie. Od 9 września I dywizjon prowadził ostrzał artyleryjski w kierunku podchodzących oddziałów niemieckich. W rejonie Dęblina wspierał obsadzające linię Wisły oraz przedmoście na zachodnim brzegu Wisły, w rejonie mostów, batalion marszowy 15 pp i zmotoryzowane pułku strzelców pieszych Warszawskiej Brygady Pancerno-Motorowej dowodzone przez zastępcę dowódcy pułku ppłk. Ottona Zielińskiego. 10 września I dywizjon został podporządkowany dowódcy odcinka Dęblin płk dypl. Bronisławowi Duchowi, dowódcy piechoty 39 DP rez. 12 września pododdziały psp, zostały zluzowane przez część 95 pułku piechoty z 39 DP rez. Do wsparcia wzmocnionej 1 kompanii strzeleckiej z plutonem ckm, batalionu marszowego 15 pułku piechoty do Solca wysłano jeden pluton armat. Drugi pluton armat został wysłany do wsparcia 1 kompanii strzelców psp kpt. Romana Kani do Puław. 12 i 13 września dywizjon sporadycznie prowadził ostrzał niemieckich oddziałów pojawiających się na zachodnim brzegu Wisły.        
14 września pobrano maksymalną ilość amunicji z Głównej Składnicy Uzbrojenia nr 2 w Stawach. Po zmroku I/51 pal podjął marsz w kolumnie płk. dypl. Bronisława Ducha w składzie 95 pułku piechoty, batalionu marszowego 15 pp i 81 dywizjon artylerii lekkiej maszerowały do lasu koło Amielina 15 km na północ od Garbowa. Jednak z uwagi na zatłoczenie dróg uciekinierami cywilnymi i taborami kolumna przez Baranów i Michów dotarła po południu 15 września do północno-zachodniej części lasów kozłowieckich koło Michałówki. Rano 16 września z uwagi na przemęczenie żołnierzy skoncentrowano wszystkie kolumny marszowe we wschodniej części lasów kozłowieckich, po godz. 16.00 miały podjąć dalszy marsz w kierunku Chełma. Nastąpiła reorganizacja dowodzenia, dowództwo zgrupowania objął ppłk Stanisław Stankiewicz dowódca 95 pp, w skład kolumny weszła 2 bateria motorowa artylerii przeciwlotniczej z dwoma armatami plot. 40 mm. Trasa marszu , to Trzciniec, Rokitno, Jawidz, Zawieprzyce, Ziółków, Witanów i Łęczna. Dywizjon wraz z 39 DP rez. wszedł w skład Grupy Operacyjnej gen. bryg. Jana Kruszewskiego i Frontu Północnego gen. dyw. Stefana Dąba-Biernackiego. 17 września przed południem dotarło zgrupowanie do miejsca przeznaczenia na wschodnim brzegu rzeki Wieprz, do lasu Ciechanek. 18 września o godz. 5.00 podjęła marsz kolumna ppłk. Stanisława Stankiewicza, maszerowała równolegle do szosy Piaski Luterskie-Chełm po jej północnej stronie. Przed południem 18 września kolumna ppłk. Stankiewicza dotarła w rejon Pawłowa i w pobliskiego lasu. 39 DP rez. miała maszerować przez Krasnystaw w kierunku Zamościa dwoma nocnymi marszami w ugrupowaniu bojowym. Jako odwód dowódcy dywizji miało maszerować zgrupowanie ppłk. Stankiewicza, za zgrupowaniem ppłk. Kazimierza Gołkowskiego poprzez Pawłów, Rejowiec, Krupe, a następnie do lasu majątku Orłów na zachód Surhowa. Ostateczne miejsce docelowe zgrupowania, to las na południe od Siennicy Królewskiej Dużej.        

##### Udział w boju pod Cześnikami
19 września niemiecka 4 DP sforsowała rzekę Wieprz i jej oddział wydzielony zdobył przyczółek w rejonie Krasnegostawu i lasów wokół. Odrzucono z Krasnegostawu batalion III/9 pułku piechoty Leg. i Warszawski pułk ułanów. Z uwagi na zagrożenie uderzenia na skrzydło 39 DP rez., na rozkaz gen. bryg. Bruno Olbrychta, rozwinięto do natarcia zgrupowanie 95 pp. O godz. 13.30 dywizjon I/51 pal rozwinął się na stanowiskach ogniowych wraz z 81 dal i silnym ostrzałem artyleryjskim wsparł natarcie 95 pp, który wyparł oddziały niemieckie z lasu na północ od Krasnegostawu i dotarł do rzeki Wieprz. Wieczorem siły główne 39 DP rez. na rozkaz dowódcy frontu oderwały się od nieprzyjaciela i podjęły dalszy marsz na Zamość. Jako jedne z ostatnich odmaszerowały dywizjony artylerii zgrupowania ppłk. Stankiewicza, po północy 20 września trasą przez Siennicę Królewską Dużą, Chełmiec, Kraśniczyn, do lasu na południowy wschód od Majdanu Skierbieszowskiego. Zgodnie z rozkazem gen. dyw. Dąba-Biernackiego zrezygnowano z natarcia na Zamość, wyminięto go od strony wschodniej, kierując się poprzez szosę Zamość-Hrubieszów na Cześniki. Z uwagi na opóźnienia marsz kontynuowano za dnia 20 września, osiągając przed południem miejsce przeznaczenia. I/51 pal wraz z 81 dal i 2 baterią 3 dywizjonu artylerii ciężkiej stanowiły odwód artyleryjski dowódcy 39 DP rez. 20 września w skład I dywizjonu 51 pal włączono 6 baterię 61 pal, która została przydzielona do 51 pal, w ramach wymiany pomiędzy pułkami 61 i 51 swoich trzecich dywizjonów. Ponowny marsz dywizjon rozpoczął we wczesnych godzinach popołudniowych, zadaniem I/51 pal wraz z resztą artylerii zgrupowania było osiągnięcie Stanisławki i lasów na południe od tej miejscowości i pozostać tam do rana 21 września. Rozkazem gen. bryg. Bruno Olbrychta i pod jego nadzorem dokonano zasadniczej redukcji taborów, w tym w taborach zlikwidowano większość zapasu kabla telefonicznego, co spowodowało ograniczenie możliwości bojowych artylerii. W godzinach nocnych 21 września jednak przegrupowano całość artylerii dywizyjnej, bez III/61 pal, do Kolonii Horyszów Polski, gdzie artyleria zajęła stanowiska ogniowe pod dowództwem płk. Jana Filipowicza. Artyleria przygotowała się do wsparcia natarcia 39 DP rez., wyznaczonego na godz. 6.00 21 września. O godz. 6.00 rozpoczęło się natarcie wspierane ostrzałem artylerii, pozycji niemieckiej 4 Dywizji Lekkiej. Do boju 39 DP rez. z 4 DLek. włączyła się niemiecka 27 DP maszerująca w kierunku Zamościa. Artyleria niemiecka silnym ostrzałem oddziałów 39 DP rez. powstrzymała impet natarcia piechoty dywizyjnej, a jej 63 pp przeszedł do kontrnatarcia. Niemieckie kontrnatarcie zajęło las pomiędzy wsiami Brudek i Barchaczów, dotarło do polany przy gajówce na zachód od wzg. 256. I/51 pal zajął stanowiska ogniowe w rejonie Kolonii Bożydar, skąd wspierał walkę zgrupowania 9 pp Leg. i 94 pp. Nocą 21/22 września dokonano przegrupowań i reorganizacji oddziałów przygotowując się do natarcia w dniu 22 września. I dywizjon od godzin porannych był na stanowiskach ogniowych w rejonie Cześniki, Kolonia Bożydar. Prowadzący ogień do niemieckiej piechoty i wykrytych stanowisk ogniowych, dywizjon I/51 pal został wykryty przez stronę niemiecką i ostrzelany ześrodkowanym ogniem artylerii niemieckiej, który spowodował duże straty osobowe i w zaprzęgach końskich. Ostrzał oddziałów 39 DP rez. prowadziła artyleria 27 DP i cała artyleria niemieckiego VII Korpusu Armijnego. Przy silnym wsparciu niemieckiej artylerii o godz. 16.00 niemiecka 27 DP rozpoczęła natarcie na Grupę Kawalerii ppłk. Edwarda Wani. W rejonie wzg. 256 i gajówki, kawalerzyści piesi rozpoczęli odwrót w kierunku Cześnik. Do odwrotu do Kolonii Bożydar zmuszone zostały również bataliony 9 pułku piechoty Leg. Niemieckie natarcie doszło do stanowisk artylerii dywizji zgrupowanej w rejonie Cześnik, która rozpoczęła obronę ogniem na wprost. Niemieckie natarcie zostało powstrzymane ogniem bocznym 2 i 3 baterii 81 dal z rejonu zabudowań na południe od Kolonii Bożydar. Na skutek przeciwnatarcia dwóch batalionów 94 pp i dwóch naprędce zebranych grup, przez płk. dypl. Ducha. Odrzucono niemieckie natarcie z lasu w rejonie gajówki, wzg. 256, lasu barchaczowskiego i Brudka. Po przegrupowaniu w nocy 22/23 września planowano wznowienie działań zaczepnych od rana 23 września, jednak z uwagi na wycofanie się 27 DP i 4 DLek. Zgrupowanie uderzeniowe 39 DP rez. pod dowództwem płk. dypl. Bronisława Ducha podjęło marsz w kierunku Suchowoli i Krasnobrodu. Artyleria dywizyjna utraciła 50% stanu osobowego i ok. 30 dział.

##### Dalsze walki pod Suchowolą i Krasnobrodem
23 września po uporządkowaniu oddziałów ok. godz. 8.00 dywizjon w składzie zgrupowania płk. Ducha podjął marsz poprzez Ruszczyznę, Krzywy Stok, Księżostany, przekroczył szosę Zamość-Tomaszów Lubelski i dotarł do zalesionego wzg. 300 i wsi Polany, na północny zachód od Krynic. 24 września dywizjon wyruszył do dalszego marszu z lasów majątku Łabunie, stany osobowe baterii były już małe, amunicja była w niewielkiej ilości. Maszerowano w kierunku Suchowoli, którą rozkazem gen. bryg. Jana Kruszewskiego, pozostałości 39 DP rez. i 10 Dywizji Piechoty oraz resztek Kombinowanej Dywizji gen. bryg. Jerzego Wołkowickiego miały opanować, a następnie zdobyć Krasnobród. Pododdziały 10 DP opanowały rejon Suchowoli, spychając oddziały osłonowe niemieckiej 68 DP. O godz. 17.00 przy wsparciu dziewięciu baterii artylerii ze składu 39 DP rez. i dwóch baterii 10 DP wykonały przygotowanie ogniowe natarcia, oddziały piechoty ruszyły do szturmu na Krasnobród oraz wzg. 325 i 309. Dzięki wsparciu I dywizjonu 51 pal i pozostałych dywizjonów zdobyto wzg. 325 i 309. Następnie w uporczywych walkach ruiny Krasnobrodu, Podklasztor i wzg. 304 oraz wzg.335,9. Sforsowano Wieprz i w całonocnych walkach oczyszczono okoliczne lasy odrzucając niemiecki 8 batalion pionierów. Wyczerpaniu uległa amunicja artyleryjska. 25 września kontratak niemieckiej piechoty z 8 DP ponownie zajął wzg. 304, wzg. 335,9 i wieś Podklasztor. Baterie 51 pal od godz. 14.00 podjęły ostrzał stanowisk niemieckich na wzg. 335,9, 309 oraz wsi Podklasztor i Zapiaski. Przy dalszym wsparciu baterii własna piechota z pozostałości 1 Dywizji Piechoty Legionów, 10 DP, 39 DP rez. brygad Kombinowanej Dywizji odbiły Podklasztor, wzg.304, dalsze natarcie zostało zatrzymane. Niemiecki kontratak o godz. 17.00 opanował wzg. 304. Do wieczora trwała wymiana ognia artylerii niemieckiej i polskich baterii. Nawały ogniowe niemieckiej artylerii zadały polskim bateriom znaczne straty, baterie milkły ze względu na brak amunicji. O godz. 2.00 26 września pozostałość artylerii dywizyjnej podjęła marsz w jednej kolumnie płk. dypl. Bronisława Ducha przez Kaczorki, Malewszczyznę do lasów w rejonie Szopowego, 4 km na północny wschód od Józefowa. O godz. 11.00 dywizjon wraz z innymi pozostałościami 39 DP rez. dotarł do celu marszu, żołnierze i konie odpoczywali. W jaszczach pozostały tylko bardzo znikome ilości amunicji do dział, kończyła się amunicja strzelecka, żołnierze od kilku dni nie jedli ciepłej strawy. W rejonie Górecka Kościelnego i Józefowa dalszy marsz blokowały oddziały niemieckiej 8 DP. Do rejonu Krasnobrodu i  Tomaszowa Lubelskiego dotarły oddziały sowieckie. Gen. bryg. Bruno Olbrycht podjął decyzję o zniszczeniu pozostałych dział dywizjonu i przedzieraniu się grupami poza pierścień okrążenia wojsk niemieckich i sowieckich w kierunku granicy węgierskiej lub demobilizacji pozostałych. Podczas nieobecności dowódcy przyszedł rozkaz gen. bryg. Emila Krukowicza-Przedrzymierskiego, o kapitulacji wojsk w dniu 27 września. 51 pal miał złożyć broń o godz. 8.00 27 września w Górecku Kościelnym. W nocy 26/27 września zniszczono armaty, zakopano część broni i amunicji, część żołnierzy grupami ruszyła w kierunku południowym, część do miejsc zamieszkania, a pozostali złożyli broń.  

#### II dywizjon armat 75 mm 51 pal
Dywizjon mobilizowany był w Zamościu i folwarku Mokre przez 3 pal Leg., w II rzucie mobilizacji powszechnej, w okresie od 4 do 8 września 1939. W skład dywizjonu weszli rezerwiści starszych roczników. W nocy 8/9 września II/51 pal został załadowany do transportów kolejowych. Z uwagi na braki, część podstawionych wagonów stanowiły węglarki. Transporty dojechały około południa 9 września do Lublina i po oczekiwaniu na naprawę zbombardowanych torów kolejowych, podjęto decyzję 10 września o wyładowaniu transportów dywizjonu. Z Lublina nocami II/51 pal podjął marsz do rejonu koncentracji 39 DP rez. w okolicach Dęblina, który osiągnął rano 14 września. Nocą 14/15 września dywizjon pobrał maksymalną ilość amunicji z Głównej Składnicy Uzbrojenia w Stawach i podjął marsz odwrotowy z linii Wisły. II dywizjon maszerował w kolumnie z 94 pp ppłk. Gołkowskiego poprzez Stanisławów, Samoklęski, osiągając 15 września w południe rejon lasu na północ od Nowego Stawu koło Nasutowa. Po wypoczynku 16 września o godz. 16.00 podjął marsz poprzez Niemce, Łuszczów do Milejowa, docierając na miejsce po południu 17 września. Kolejny marsz wykonano od świtu 18 września, do południa tego dnia, polnymi drogami do lasów na północ od Pawłowa. Nocą 18/19 września przemaszerowano poprzez Rejowiec, Krupe do lasów w rejonie Siennica, Nadolno na wschód od Krasnegostawu. Podczas dziennego postoju dywizjonu odparto ogniem na wprost niemiecki podjazd zmotoryzowany, zniszczona dwa niemieckie ciągniki i działo, ciężko ranny został jeden kanonier. Nocnym marszem 19/20 września osiągnięto o świcie las, na północny wschód od Wisłowca niedaleko Zamościa. Dalszy marsz uniemożliwiły kolumny wojsk niemieckich. Z uwagi na zniszczenie przez dowódcę 39 DP rez. gen. bryg. Bruno Olbrychta, środków łączności dywizjonu wraz z taborami, tuż przed natarciem, dywizjon nie był w stanie wesprzeć natarcia 94 improwizowanego pp, 21 września o godz. 6.00. Ze względu na powyższe o godz. 10.00, II/51 pal zajął stanowiska ogniowe w rejonie gajówki koło wzg.256 i ogniem na wprost odparł natarcie oddziałów niemieckich, ze strony południowo-wschodniej. W południe z tych samych stanowisk wspierał obronę 9 pułku piechoty Leg., przed natarciem oddziałów niemieckich z 4 Dywizji Lekkiej i 27 Dywizji Piechoty. Ostrzałem na wprost z armat i lkm powstrzymano niemieckie natarcie, a następnie kontratakiem legionistów, ze wsparciem części obsług odrzucono jednostki niemieckie. Dywizjon II/51 pal poniósł znaczne straty osobowe. Kolejne natarcie niemieckie o godz. 13.00 odrzuciło batalion III/9 pp Leg. i ponownie artyleria 39 DP rez. ostrzałem na wprost, w tym II/51 pal, załamano niemieckie natarcie. O godz. 16.30 silnie zostały ostrzelane ogniem niemieckiej artylerii stanowiska ogniowe II dywizjonu, a następnie uderzenie niemieckiej piechoty z 27 DP odrzuciło piechotę, która odsłoniła stanowiska armat. Artylerzyści prowadzili obronę swoich armat strzelając ogniem na wprost i przy użyciu posiadanej broni strzeleckiej. Przy jednej z armat poległ mjr Józef Białły. Po utracie armat artylerzyści obsadzili skraj lasu na północ od wzg.256. Następnie po zebraniu wszystkich dostępnych żołnierzy został przeprowadzony kontratak, który doprowadził do odbicia stanowisk ogniowych, poniesiono przy tym straty osobowe w poległych, rannych i zagarniętych do niewoli do 50% stanu osobowego dywizjonu. Bateria 4/51 pal utraciła ok. 50 żołnierzy, jedną armatę i prawie wszystkie konie. 22 września na tych samych niemal stanowiskach ogniowych dywizjon działał jako artyleria przeciwpancerna i towarzysząca piechocie. Dowództwo dywizjonu przejął kpt. Stefan Barański. Ok. godz.16.00 niemiecka artyleria nawałą ogniową, obłożyła stanowiska piechoty i artylerii w rejonie wzg. 256 i gajówki. O godz.17.00 do natarcia przystąpiła niemiecka piechota, która dotarła do stanowisk armat, obsługi nie mogły powstrzymać niemieckiego natarcia. Kontratak odwodu piechoty zatrzymał natarcie niemieckie. Z uwagi, że rozkazem dowódcy dywizji rozdano ludności konie, dywizjon nie posiadał koni do uzupełnienia utraconych zaprzęgów. Z tego względu na polu walki pozostawiono armaty 4 baterii, wcześniej je niszcząc. Nastąpił odwrót pozostałej części dywizjonu, poprzez Wolę Śniatycką, Krzywy Stok, Majdan Krynicki, osiągając wieczorem 23 września Majdan Ruszowski. 24 września pozostałość dywizjonu dotarła w okolice Krasnobrodu, tam 24 i 25 września wspierała oddziały piechoty w walce o miasto i okoliczne wzgórza. 26 września pozostałość II/51 pal wyruszyła wraz z piechotą przez Jacnię, Kaczorki, Malewszczyznę do rejonu Szopowe. 27 września pozostałość II dywizjonu skapitulowała i w rejonie Terespola złożyła broń.      

#### III dywizjon haubic 100 mm 51 pal
Dywizjon mobilizował się w lesie przylegającym do koszar w Komorowie, na przedpolach Popielarni. Mobilizacja zakończona została wieczorem 4 września, a gotowość  marszową osiągnął 5 września. Sytuacja operacyjna powstała po wydarzeniach pod Różanem spowodowała, że pierwotna przynależność organizacyjna dywizjonu została zmieniona, przydzielono go do 41 DP rez. 6 września dywizjon osiągnął rejon stacji kolejowej Pasieki-Małaszek, w godzinach popołudniowych dywizjon zajął stanowiska ogniowe w rejonie miejscowości Góry, z zadaniem wsparcia 116 pułku piechoty w natarciu na Dzbądź celem wyrzucenia oddziałów niemieckich za Narew. III/51 pal osłaniał ogniem odwrót 116 pp w kierunku na Grądy. 7 września dywizjon wraz z piechotą 41 DP rez. dotarł do rejonu Stara Wieś-Białe Błoto-Poręba, następnie pomaszerował do rejonu Wyszkowa, gdzie przekroczył po moście rzekę Bug. W trakcie domarszu na most dywizjon był atakowany przez lotnictwo niemieckie, 8 bateria w trakcie nalotu została częściowo rozproszona, zniszczeniu uległy dwie haubice. 9 września dywizjon wspierał walki pułków piechoty w obronie linii Bugu od ujścia Liwca do Tuchlina. 10 września dywizjon maszerował w dwóch kolumnach dywizji: 8 bateria wraz z 114 pp przez Stoczek na Węgrów, pod Stoczkiem i Miednikiem kolumna toczyła walki z niemieckimi czołgami, spod Miednika 8 bateria pomaszerował samodzielnie do Węgrowa. Pozostała część dywizjonu maszerowała na czele kolumny głównej dywizji, jako pierwszy zajął stanowiska ogniowe w miejscowości Żulin, skąd wspierał walkę 116 pp. Nocą 10/11 września podczas marszu dywizjon stracił utopioną jedną haubicę w bagnistym Liwcu. 11 września 8 bateria ostrzeliwała niemiecką kolumnę pancerno-motorową ze stanowisk ogniowych pod Grębkowem. Następnie 8 bateria wspierała ogniem oddziały piechoty z 41 DP rez. w walkach w obronie Kałuszyna. Po czym w godzinach popołudniowych ogniem na wprost odrzuciła niemiecki patrol pancerny, poniosła duże straty osobowe. Od ostrzału artylerii niemieckiej zostało zniszczone jedno działo, poległo kilkunastu żołnierzy obsługi oraz wielu zostało rannych, wśród nich dowódca 8 baterii. Do resztek 8 baterii dołączyła reszta dywizjonu wspierając w walkach w rejonie Kałuszyna 116 pp. 9 bateria wycofała się z III/116 pp na Mińsk Mazowiecki. Reszta dywizjonu pomaszerowała na Stoczek Łukowski, na wiadomość o zbliżaniu się oddziałów niemieckich, wycofała się do lasów na wschód od Żelechowa. 12 września dywizjon był bombardowany przez lotnictwo wroga, ciężko ranny został dowódca 7 baterii, w Żelechowie porzucono część haubic. Dywizjon rozdzielił się; 8 bateria pomaszerowała na południowy wschód, pozostała część dywizjonu z zaledwie dwoma haubicami pomaszerowała przez Ryki do Stawów koło Dęblina. Tam 13 września otrzymał jako uzupełnienie 4 działa i resztę wyposażenia oraz amunicję. Skąd pomaszerował w kierunku Lublina. III/51 pal wraz z 41 DP rez. brał udział w dalszych walkach do 26 września 1939 roku.

## Obsada dowódcza 51 pal
| Dowództwo                                                      | Dowództwo                                                           |
| -------------------------------------------------------------- | ------------------------------------------------------------------- |
| dowódca pułku                                                  | ppłk art. Edward Błaszczyk(do 2 IX 1939)                            |
| dowódca pułku                                                  | płk Jan Filipowicz (od 8 IX 1939)                                   |
| I dywizjon armat 75 mm                                         |                                                                     |
| dowódca dywizjonu                                              | kpt. Adam Wójcikiewicz                                              |
| oficer zwiadowczy                                              | ppor. rez. Kazimierz Schabiński                                     |
| dowódca 1 baterii armat                                        | por. Józef Franciszek Jankowski                                     |
| dowódca 2 baterii armat                                        | NN                                                                  |
| dowódca 3 baterii armat                                        | NN                                                                  |
| II dywizjon armat 75 mm                                        |                                                                     |

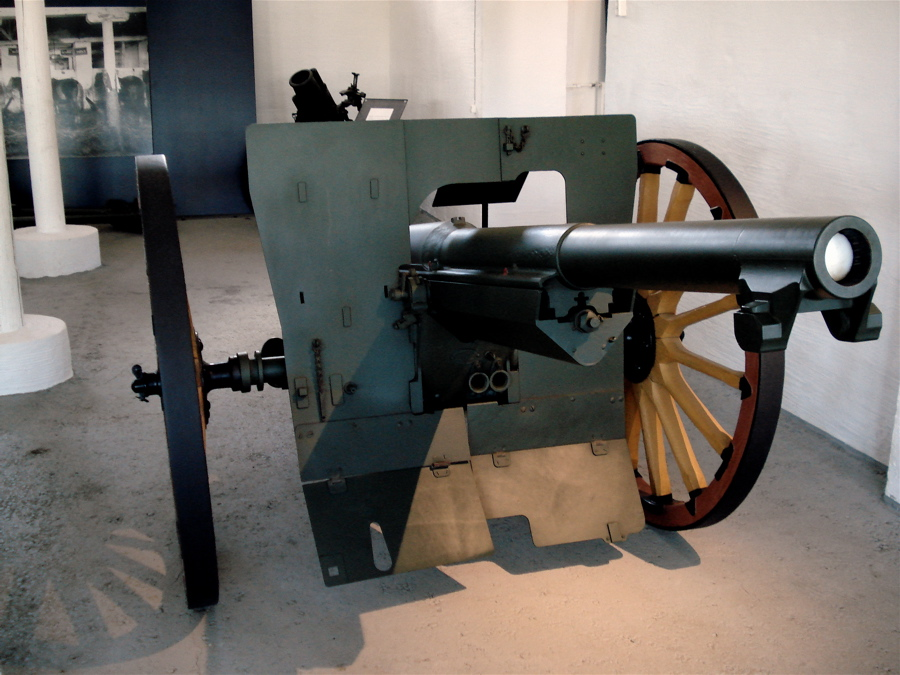
Armata 75 mm wz. 1897

| dowódca dywizjonu                                              | mjr Józef Michał Białły (do +21 IX) kpt. Stefan Barański (od 22 IX) |
| adiutant                                                       | ppor. rez. Janusz Plewiński                                         |
| oficer zwiadowczy                                              | kpt. Stefan Barański                                                |
| dowódca 4 baterii armat                                        | kpt. Edward Leopold Antoni Klier                                    |
| oficer zwiadowczy                                              | ppor. rez. Januz Kulisz                                             |
| oficer ogniowy                                                 | por. rez. Włodzimierz Boerner                                       |
| dowódca 5 baterii armat                                        | kpt. Jan Julian Wodnicki                                            |
| dowódca 6 baterii armat                                        | kpt. Zbigniew Tadeusz Slęk                                          |
| III dywizjon haubic 100 mm (z 61 pal)                          |                                                                     |
| dowódca dywizjonu                                              | mjr Tadeusz Wirth                                                   |
| dowódca 7 baterii haubic                                       | kpt. Stanisław Marcin Wilkosz                                       |
| dowódca 8 baterii haubic                                       | por. Ludwik Kotlarz                                                 |
| dowódca 9 baterii haubic                                       | por. Stanisław Mazurek                                              |
| III dywizjon haubic 100 mm (przy 41 DP rez. w składzie 61 pal) |                                                                     |
| dowódca dywizjonu                                              | mjr Józef Lis                                                       |
| adiutant dywizjonu                                             | ppor. rez. Stanisław Epsztejn                                       |
| oficer zwiadowczy                                              | por. Włodzimierz Taranowicz                                         |
| oficer obserwacyjny                                            | ppor. rez. Adam Brzozowski                                          |
| dowódca 7 baterii haubic                                       | kpt. Kazimierz Nowacki                                              |
| oficer zwiadowczy                                              | ppor. Józef Zdzieborski                                             |
| dowódca 8 baterii haubic                                       | por. Kazimierz Kozko                                                |
| oficer zwiadowczy                                              | por. rez. Stanisław Załęski                                         |
| dowódca 9 baterii haubic                                       | por. Stanisław Klepacki                                             |
| oficer zwiadowczy                                              | ppor. rez. Tadeusz Waśniewski                                       |